# Rozebuikgors
De rozebuikgors (Passerina rositae) is een zangvogel uit de familie van de kardinaalachtigen (Cardinalidae).

## Verspreiding en leefgebied
Deze soort is endemisch in het zuiden van Mexico.